# Стара Морава
Стара Морава (пол. Stara Morawa, нім. Alt Mohrau) — село в Польщі, у гміні Строни-Шльонські Клодзького повіту Нижньосілезького воєводства.
Населення — 109 осіб (2011).

## Демографія
Демографічна структура станом на 31 березня 2011 року:
|          | Загалом | Допрацездатний вік | Працездатний вік | Постпрацездатний вік |
| -------- | ------- | ------------------ | ---------------- | -------------------- |
| Чоловіки | 58      | 11                 | 46               | 1                    |
| Жінки    | 51      | 11                 | 34               | 6                    |
| Разом    | 109     | 22                 | 80               | 7                    |